# Guaranda (Sucre)
Pour l’article homonyme, voir Guaranda.
Guaranda est une municipalité de Colombie, située dans le département de Sucre.